# Cantón Chillanes
El cantón Chillanes está ubicado en la provincia de Bolívar, Ecuador. Limita al norte con el cantón San Miguel. Al sur con el cantón General Elizalde (Bucay) provincia del Guayas, al oeste Cantón Babahoyo Provincia del Los Ríos y al este el Cantón Pallatanga Provincia del Chimborazo. 

## Actividad económica
La producción económica del cantón Chillanes es eminentemente agraria.
El modo de producción agraria hasta principios del siglo XX fue de régimen feudal que gracias a una inusitada compra - venta de la propiedad rural dio lugar a la formación del minifundio y que hasta el día de hoy subsiste como forma precaria de la tenencia de la tierra. Con estos antecedentes se determina que la economía del cantón Chillanes está basada en la producción agraria y rústica del minifundio. 
La economía del cantón Chillanes se basa fundamentalmente en el 90,16% de la agricultura. La producción agrícola corresponde a los cuatro pisos climáticos ya conocidos y en su proceso ocupa toda la superficie territorial calificando a sus terrenos como unos de los más fértiles del país. A pesar de esto, de acuerdo con el Sistema Integrado de Indicadores Sociales del Ecuador, SIISE, la pobreza por necesidades básicas insatisfechas, alcanza el 84,45% de la población total del cantón.

## División política
La lucha incansable de un pueblo olvidado en ese entonces dio lugar a que personajes notables como:
Francisco Darío Vásquez, Ezequiel Guerrero Velasco, Agnelio Aguilar Moncayo, Eudoro Hinojosa Cardona, Eduardo Montenegro Guerrero, Luis Vallejo Estrella, Ulpiano Vallejo Estrella, y Homero Villagómez Aguilar se tomaran en hombros la tarea por llevar a Chillanes al grado de Canton.
Donde fueron Homero Villagomez Aguilar y Ulpiano Vallejo Estrella los principales autores de la lucha por cumplir el sueño de aquel entonces, convirtiéndose en iconos de lucha y ejemplo de las personas que les seguían los pasos.
Es así que gracias al deseo de estos hombres ejemplares y de sus incansables gestiones, el cantón Chillanes, se crea desmembrándolo del cantón San Miguel, el 1 de junio de 1967, donde el presidente constitucional de la República de ese entonces, doctor Otto Arosemena Gómez, puso el ejecútese para la creación del Cantón Chillanes como parroquia central y con su parroquia rural San José del Tambo, (Reg. Of. n.º 145 del 12-Jun- 1967).

## Características demográficas
La distribución de la población es eminentemente rural, donde vive aproximadamente el 87% de los habitantes. El grupo poblacional predominante es el de 0-14 años. La tasa de crecimiento anual de la población de este cantón, para el período 1990-2001, fue de: -0,8%, la más baja de la provincia. La población masculina registrada en el censo del año 2001, fue de 50,7%, y la femenina, de 49,3%
Un significativo porcentaje de la población carece de alcantarillado, apenas lo poseen el 21% de viviendas. Algunos otros parámetros derivados del censo son: 
- Algún sistema de eliminación de excretas el 52,12% de las viviendas.
- Agua entubada dentro de la vivienda: 19%.
- Energía eléctrica 64% y
- Servicio telefónico 7%.
- Servicio de recolección de basuras: 19,7% de las viviendas.

En síntesis, el déficit de servicios residenciales básicos alcanza al 85,25% de viviendas.
| Población - Dinámica demográfica | Habitantes |
| Población (habitantes)           | 18.685     |
| Población - hombres              | 9.219      |
| Población - mujeres              | 9.466      |
| Población - menores a 1 año      | 347        |
| Población - 1 a 9 años           | 4.300      |
| Población - 10 a 14 años         | 2.542      |
| Población - 15 a 29 años         | 4.234      |
| Población - 30 a 49 años         | 3.571      |
| Población - 50 a 64 años         | 2.034      |
| Población - de 65 y más años     | 1.657      |